# 九龍巴士298X線
九龍巴士298X線是香港一條新界巴士路線，由九龍巴士（一九三三）有限公司營辦，於2022年12月12日起投入服務，來往坑口（北）（將軍澳醫院）和美孚），途經將軍澳之百勝角及日出康城後，駛上將藍公路直達麗港城，再經觀塘繞道往返新蒲崗、九龍城、旺角、深水埗及長沙灣，只於星期一至六（公眾假期除外）指定時間提供單向服務，全程收費為$12.7。
298X線因應將軍澳－藍田隧道及將軍澳跨灣連接路通車而開辦，途經該路往返將軍澳及九龍，以日出康城計算，車程較途經寶琳及將軍澳隧道的98S線為快。

## 歷史
2022年11月15日，運輸署發表《配合將軍澳－藍田隧道及將軍澳跨灣連接路通車專營巴士服務安排》，建議增設五條途經新隧道的巴士路線，於平日繁忙時間提供服務，並於隧道通車翌日投入服務，其中一條為往來坑口（北）至長沙灣（甘泉街）的九龍巴士298X線，於將軍澳途經坑口站、百勝角及日出康城後，經將軍澳－藍田隧道及觀塘繞道往返新蒲崗、九龍城、旺角、深水埗，中途會在偉業街近麗港城設有中途站，為坑口和日出康城的居民提供多一個出行選擇往來九龍城、太子站、深水埗及長沙灣一帶。隨着將軍澳－藍田隧道及將軍澳跨灣連接路於2022年12月11日通車，298X線亦於同月12日投入服務，九龍巴士亦於路線開辦前一天（12月11日）安排傳媒及區議員試搭此線。2024年1月2日起，此線往長沙灣方向增停茶果嶺道「茶果嶺道」站。
因應此路線服務範圍和途經將軍澳隧道的九龍巴士98S及298C線大幅重疊，當中日出康城往返九龍西以此路線更為便捷。為善用巴士資源，運輸署和九巴於《2024－2025年度巴士路線計劃》中，建議停辦298C線，同時縮短98S線將軍澳端至坑口（北）；而此路線的九龍段則延長至美孚，取代98S及298C線於環保大道沿線的服務。相關建議於2024年11月2日起實施，298X線更獲延長服務時間及增設星期六服務：星期一至五由坑口（北）開出之班次服務時間為07:30至11:10，星期六由坑口（北）開出之班次服務時間為10:00至14:00；星期一至五由美孚開出之服務時間為17:35至22:45，星期六由美孚開出之服務時間為18:15至23:15。

## 服務時間及班次
298X線只於星期一至六上午提供去程，及下午至晚間提供回程服務，星期日及公眾假期不設服務，列表如下：
| 坑口（北）（將軍澳醫院）開 | 坑口（北）（將軍澳醫院）開 | 坑口（北）（將軍澳醫院）開 | 美孚開     | 美孚開       | 美孚開       |
| 日期                       | 服務時間                   | 班次（分鐘）               | 日期       | 服務時間     | 班次（分鐘） |
| -------------------------- | -------------------------- | -------------------------- | ---------- | ------------ | ------------ |
| 星期一至五                 | 07:30－08:10               | 20                         | 星期一至五 | 17:35-18:15  | 20           |
| 星期一至五                 | 08:10－11:10               | 30                         | 星期一至五 | 18:15－22:45 | 30           |
| 星期六                     | 10:00－14:00               | 30                         | 星期六     | 18:15－23:15 | 30           |

## 收費
298X線全程收費為$12.7，並設有12歲以下小童及65歲或以上長者半價優惠，當中60歲－64歲香港居民、65歲或以上長者與合資格殘疾人士如以指定八達通繳付298X線的車資，均可享有長者及合資格殘疾人士公共交通票價優惠計劃提供的$2票價優惠。乘客登車時需以現金或八達通卡繳付車資，不設找贖；而每位成人乘客可免費帶同最多兩名四歲以下而且不佔座位的兒童乘車。此外，乘客亦可透過多元化電子支付系統（e度嘟）繳付車資，乘客使用此付款方式不能享有與非九巴／龍運路線之轉乘優惠，亦不能享有「公共交通費用補貼計劃」及「長者及合資格殘疾人士乘車優惠計劃」。
298X線沿途單向分段收費如下：
| 上車地點＼落車地點           | 美孚   | 坑口（北）（將軍澳醫院） |
| ---------------------------- | ------ | ------------------------ |
| 采頤花園起                   | $7.6   | 不適用                   |
| 九龍城轉車站－富豪東方酒店起 | 不適用 | $10.9                    |
| 環澳路起                     | $5.6   |                          |

## 用車
298X線使用3輛雙層空調巴士提供服務，主要用車為富豪B8L 12米（V6B），部分用車貼有九巴途經將藍公路路線的宣傳廣告。

## 行車路線
298X線由坑口（北）（將軍澳醫院）開出的班次途經寶寧路、迴旋處、寶寧路、常寧路、重華路、培成路、銀澳路、昭信路、環保大道、康城路、康城站公共運輸交匯處、康城路、環保大道、環澳路、將藍公路、藍田交匯處、茶果嶺道、偉業街、觀塘繞道、太子道東、太子道西、亞皆老街、彌敦道、長沙灣道及荔枝角道前往美孚；由美孚開出的班次途經長沙灣道、彌敦道、旺角道、洗衣街、亞皆老街、太子道東、觀塘繞道、偉業街、茶果嶺道、藍田交匯處、將藍公路、環澳路、環保大道、康城路、康城站公共運輸交匯處、康城路、環保大道、昭信路、銀澳路、培成路、常寧路及寶寧路前往坑口（北）（將軍澳醫院），具體停站請參考資訊框。